# Primus inter pares
 Primus inter pares  of princeps inter pares (Latijn) (Oudgrieks: πρῶτος μεταξὺ ἴσων; protos metaxu isoon), 'eerste onder zijn gelijken' of 'leider onder zijn gelijken', betekent dat een lid van een groep dezelfde rechten heeft als alle anderen, maar toch een verhoogd aanzien heeft. Deze positie heeft meestal een representatief karakter en is niet verbonden met privileges. Een primus inter pares heeft vaak wel extra taken, bijvoorbeeld als voorzitter of woordvoerder.
De term primus inter pares werd onder keizer Augustus ingevoerd, om zijn positie binnen de Romeinse overheid te beschrijven. Augustus wilde hiermee zijn plaats binnen de republikeinse instituties aangeven (de facto was hij echter de onomstreden heerser).
Het begrip primus inter pares wordt soms gezien als een contradictio in terminis . Als iemand wordt aangewezen als primus inter pares, zal deze nieuwe status tot gevolg hebben dat hij niet meer gelijk is aan zijn gelijken.

## Voorbeelden
- De patriarch van Constantinopel binnen de Oosters-Orthodoxe Kerk.
- De patriarch van de Koptisch-orthodoxe Kerk binnen de oriëntaals-orthodoxe kerken.
- De aartsbisschop van Canterbury in de Anglicaanse Kerk.
- De president in de Zwitserse regering (Bundesrat).
- De voorzitter van de Europese Commissie
- De premier van België
- De minister-president van Nederland
- De rector magnificus van een universiteit
- De Rijksbouwmeester binnen het College van rijksadviseurs
- De akela binnen de leiding (een groep volwassen begeleiders) van een groep Welpen (Scouting Nederland & Scouts en Gidsen Vlaanderen).